# Vlag van Campanië

Vlag van Campanië

De vlag van Campanië (Italië) bestaat uit een donkerblauw veld met in het midden het wapen van Campanië. Dit wapen is een (goud omrand) wit schild met een rode diagonale baan die loopt van linksboven naar rechtsonder. De vlag werd aangenomen op 21 juli 1971.
Het wapen van Campanië is gebaseerd op het wapen dat de Maritieme Republiek Amalfi zichzelf gaf in haar begintijd. Dit wapen bestaat uit een rode band op een wit veld. Het insigne van de Maritieme Republiek Amalfi uit de 12e eeuw was blauw met een wit Maltezer kruis. De vlag met een rode band op een wit veld behoorde toe aan de gemeente en verscheen in de 13e eeuw toen de Maritieme Republiek Amalfi niet meer bestond.